# Chiesa della Santissima Trinità in Monte Oliveto
La chiesa della Santissima Trinità in Monte Oliveto è un luogo di culto cattolico di Verona situato nei pressi di piazza Cittadella, in una zona centrale di Verona. L'edificio sorge su una collinetta di modeste dimensioni, ormai quasi nemmeno rilevabili, che si levava fuori dalle mura romane e comunali. La progressiva espansione dell'area urbanizzata di Verona ha fatto sì che l'edificio finisse per essere completamente inglobato tra diverse costruzioni più recenti, rendendolo seminascosto alla vista del passante, fatta eccezione per il suo alto campanile.
Sorta sul probabile luogo di una necropoli romana, l'edificazione ebbe inizio nel 1073 per opera della congregazione vallombrosana con l'intento di farne un monastero. La consacrazione avvenne il 12 gennaio 1117 ma a seguito del catastrofico terremoto dello stesso anno si dovette procedere a una seconda fabbrica. Oltre alla chiesa e alle residenze dei monaci, qui vi era anche un ricovero per pellegrini e uno scriptorium di notevole importanza. Nella seconda metà del XIV secolo venne commissionato a Turone di Maxio un polittico per l'altare maggiore, oggi conservato al Museo di Castelvecchio. Con il finire del Trecento ebbe inizio la parabola discendente del monastero che ebbe il suo culmine nel 1443 con il passaggio in commenda e l'allontanamento dei vallombrosani. Nel 1529 il vescovo di Verona Gian Matteo Giberti trovò l'edificio in abbandono e circa quindici anni dopo ottenne da papa Paolo III che il complesso fosse adibito a ricovero per le "donne pentite o mal maritate"; contemporaneamente si procedette a manomissioni per adempiere ai dettami della controriforma. Nel 1797 le truppe napoleoniche decretarono la soppressione dell'abbazia e la trasformazione in ospedale militare. La stessa sorte avvenne in occasione delle guerre d'indipendenza italiane, durante l'epidemia di vaiolo del 1871-1873 e quando la città venne flagellata dall'inondazione del 1882. Sul finire della seconda guerra mondiale, il 6 aprile 1945, la chiesa fu danneggiata da un bombardamento alleato che causò, in particolare, la perdita dell'antico chiostro, quindi al termine della guerra si procedette immediatamente al restauro del monumento, tanto che già nel 1946 si riprese l'attività liturgica.
Il complesso è in stile romanico veronese, pur con alcuni rimaneggiamenti rinascimentali e neoclassici: la facciata a capanna, con protiro pensile e due trifore, dà accesso a un atrio, prolungamento della chiesa primitiva, una volta utilizzato come sagrato cimiteriale e in cui sono ancora conservate antiche tombe, come un pregevole sarcofago in marmo rosso di Verona. La tecnica costruttiva è tipica di Verona, a filari alternati di mattoni in laterizio e blocchi di tufo. Il campanile, di solido impianto quadrato, è simile a quelli quasi coevi di San Zeno e San Fermo; alla base sono incastonate alcune pietre di spoglio provenienti dall'antica necropoli mentre la cella campanaria è caratterizzata da quattro trifore. L'interno è quello che ha subito maggiori trasformazioni nel corso dei secoli perdendo quasi totalmente il suo aspetto romanico originario; si salvano alcuni affreschi che decorano le pareti di sinistra, il catino absidale e l'arco trionfale. Vi sono conservate, inoltre, numerose altre opere d'arte, in particolare dei pittori veronesi Domenico e Felice Brusasorzi.

## Origini del nome
L'abbazia venne dedicata alla Santissima Trinità, alla Beata Sempre Vergine Maria e a tutti i Santi, ma è conosciuta più semplicemente come "Santissima Trinità in Monte Oliveto". Vi sono diverse teorie riguardo all'origine di "Monte Oliveto", la più semplice propone che fosse stata edificata dove vi erano diversi olivi. Altre supposizioni ricordano come nel Medioevo fosse comune utilizzare toponimi che richiamassero i luoghi evangelici come, appunto, il Monte degli Ulivi di Gerusalemme, dove Gesù si sarebbe ritirato prima della passione.
Un'altra teoria si basa sul Codice Palatino 927, realizzato nello scriptorium dell'abbazia nel 1181, in cui si legge «Questo libro in cui leggi, o venerando lettore, sappi in buona fede che appartiene alla Santa Trinità, il cui bellissimo ovile è posto poco lontano da Verona degna di grande lode. Si chiama Monte Oliveto quel dosso perché qui l'Imperatore con mille cavalieri si compiacque di ricevere la fronde d'olivo dal vescovo che era pastore di questa terra» (si riferiva all'incontro tra l'imperatore Barbarossa e il vescovo Ognibene). Inoltre, era comune che i crociati al ritorno dalla Terrasanta chiamassero alcune località della propria città con i nomi dei luoghi sacri e sappiamo che diversi veronesi parteciparono alla terza. Ciò avvenne, ad esempio, per le chiese di Santa Maria di Betlemme e del Santo Sepolcro, che oggi sono rispettivamente la chiesa di San Zeno in Monte e la chiesa di Santa Toscana.

## Storia
Ricostruire la storia della chiesa della Santissima Trinità non è facile e nel tempo sono sorti diversi problemi interpretativi. I numerosi rimaneggiamenti occorsi nei secoli, la perdita degli archivi abbaziali, l'assenza di documenti anteriori al XV secolo e i gravi danni accaduti a seguito di vicende belliche, hanno causato non pochi problemi agli studiosi chiamati a collocare nel tempo i vari elementi architettonici che compongono l'edificio. Al 2019 vi sono ancora diversi pareri contrastanti e si è rilevata l'esigenza di studi più approfonditi che possano dirimere alcune questioni irrisolte.

### Fondazione e vita dell'abbazia vallombrosana

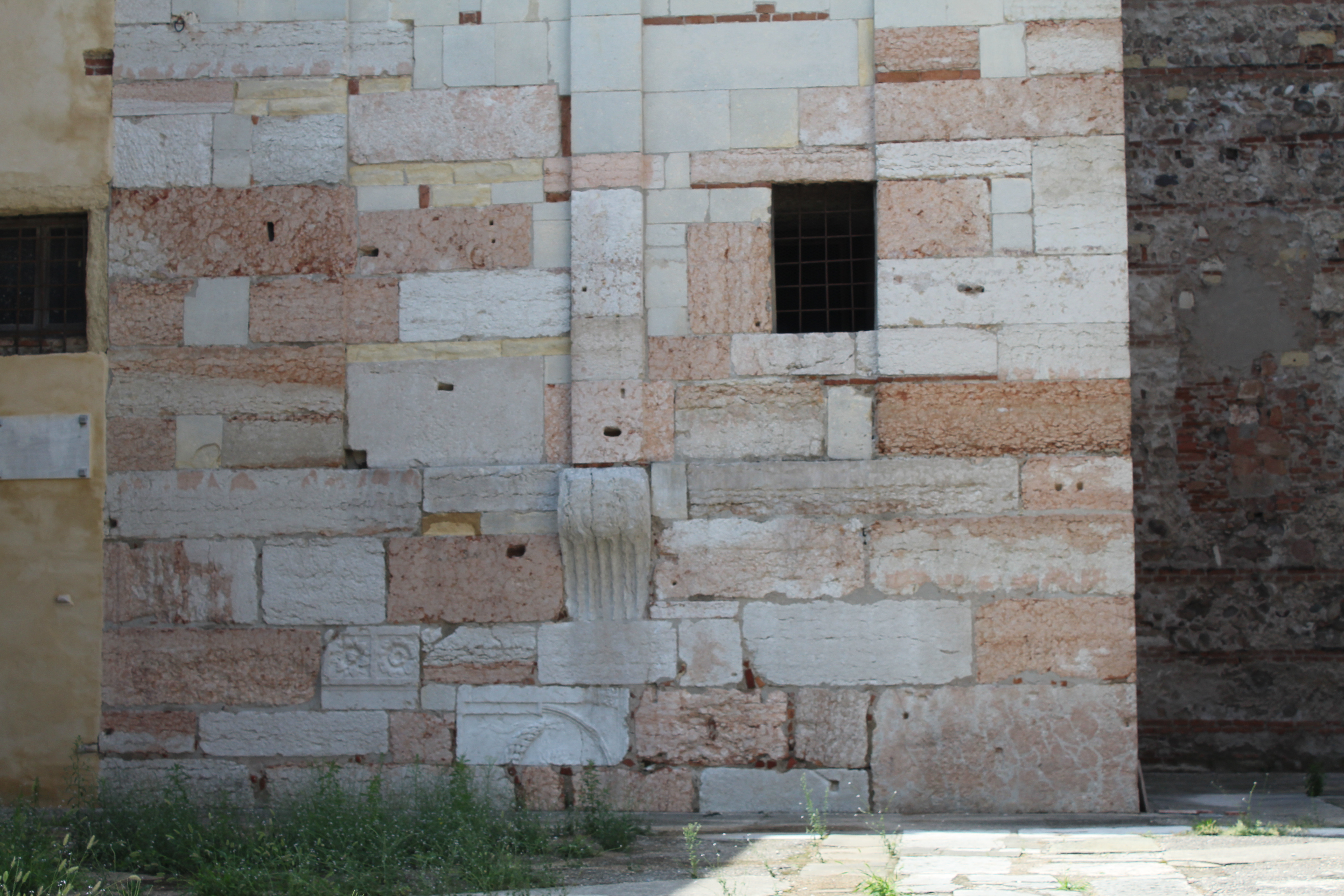
Base del campanile. Si notino le pietre di reimpiego provenienti da una precedente necropoli romana

Con ogni probabilità la chiesa venne edificata sul luogo, o nelle immediate vicinanze, in cui in antichità si trovava una necropoli romana extra moenia, da cui vennero reimpiegate alcune pietre, elegantemente scolpite, per essere utilizzate alla base del campanile, come quella detta "rei figli" in cui sono raffigurati i busti di quattro uomini. La scelta, comunque, dovette cadere su questo luogo per via della sua compatibilità con i dettami della regola benedettina, ossia estraneità all'ambiente cittadino e vicinanza ai poveri che vivevano fuori dalle mura.
L'inizio della sua edificazione si ebbe per opera dei monaci della congregazione vallombrosana nel 1073, durante quel periodo storico caratterizzato dallo scontro tra il papato e l'impero conosciuto come lotta per le investiture. A quel tempo Verona si trovava schierata a favore dell'imperatore, tanto che lo stesso vescovo Bruno fu da lui nominato; ma proprio nel 1073 vi fu un avvicinamento verso il papa, peraltro ben testimoniato dalla presenza in città, nel mese di agosto, di Matilde di Canossa, fervida sostenitrice del potere papale e della riforma gregoriana. E fu, pare, proprio la grancontessa a finanziare parte della fondazione della nuova chiesa a suggellare tale cambio di rotta. Tuttavia questo indirizzo politico dovette durare ben poco e Bruno tornò ad allinearsi con l'imperatore Enrico IV di Franconia, tanto che i lavori dovettero essere interrotti per qualche decennio. Nonostante questo, nel 1115, il marchese Folco di Azzano II d'Este fece dono ai monaci, per la salvezza della sua anima, di quella della moglie e dei genitori, di alcune terre e di una cappella a Montagnana, segno che il cantiere era ripreso e che si trovava a buon punto.

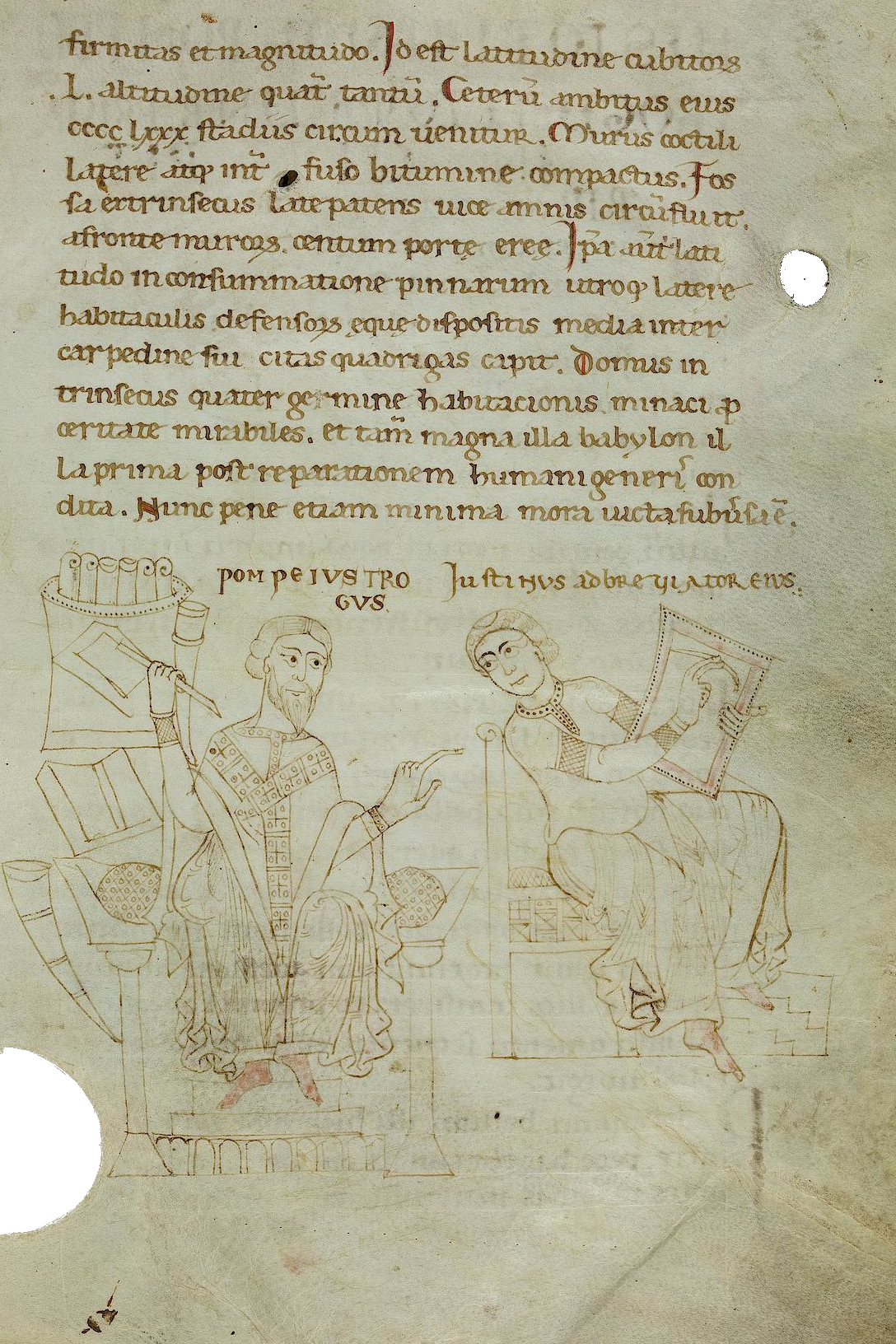
Pagina del Codice Palatino 927 del 1181, realizzato nello scriptorium del monastero e conservato presso la Biblioteca Apostolica Vaticana. Nel disegno sono rappresentati lo storico Pompeo Trogo e l'abbreviatore Marco Giuniano Giustino

Poco sappiamo di questo primo edificio ma alcune teorie sono state avanzate in proposito. Parte degli studiosi la ritiene una chiesa a un'unica navata terminante in una sola abside e posta con un orientamento da sud a nord, come la basilica di San Zeno. Altri propongono invece che già essa presentasse l'asse maggiore diretto da est a ovest come era solito per le chiese vallombrosane dell'epoca, ma sempre a un'unica navata. In questo caso si può supporre che fosse dotata di tre absidi, come ha suggerito il ritrovamento sotto il pavimento del presbiterio delle fondazioni di un'abside centrale perfettamente allineata con quelle laterali e arretrata di 1,80 metri rispetto all'attuale. Pertanto, l'attuale abside settentrionale sarebbe originale di questo edificio, mentre la centrale sarebbe stata rifatta successivamente. L'aula doveva estendersi longitudinalmente per circa 16,5 metri e, molto probabilmente, i muri dovevano essere già sorti con una leggera obliquità a causa delle irregolarità del terreno collinare. Nel 1115 i vallombrosani ricevettero da parte del marchese Folco d'Este, esponente di una delle maggiori famiglie impegnate nel mediare nella contesa tra papato e impero, un sostanzioso lascito che consentì di proseguire con il cantiere.
Il 12 gennaio 1117 la chiesa venne finalmente consacrata, sebbene forse non fosse non del tutto ultimata, e dedicata alla Santissima Trinità, alla Beata Maria sempre Vergine e a tutti i Santi. L'evento è ricordato negli Annales Sanctae Trinitiatis (oggi alla Biblioteca Apostolica Vaticana) in cui si dice «consecratum est hoc templum in honore Sanctae Trinitatis et Beatae Mariae semper Virginis et omnium Sanctorum». Tra il 1130 e il 1140 un secondo cantiere venne intrapreso per risistemarla dai danni causati dal terribile terremoto che colpì la città nel 1117 e nell'occasione vennero aggiunti due chiostri, grazie alla donazione di Viviano Bevilacqua, e le residenze dei monaci. Il complesso monastico venne così completato e ben presto la comunità crebbe con l'arrivo dei monaci provenienti dal monastero vallombrosano di san Gervasio al Mella. Sempre ligi alla tradizione della regola benedettina da loro adottata, i monaci della Santissima Trinità in Monte Oliveto fondarono qui una scuola e un scriptorium che nulla ebbe da invidiare a quello del capitolo della cattedrale e a quello del monastero di San Zeno. Tra le varie opere qui prodotte si può citare il già menzionato codice degli Annales Sanctae Trinitatis, in cui un abile calligrafo e miniatore riportò la storia del monastero e degli imperatori.
Una volta che il monastero venne consacrato, i vallombrosani veronesi ottennero la protezione da parte del vescovo, segno della stima di cui godevano in città. Alcuni storici ritengono che proprio in questi anni vi fu l'ampliamento della chiesa, con l'allungamento della navata verso nord a farle raggiungere la lunghezza di circa 41 metri, pressappoco le dimensioni odierne; tuttavia altri studiosi collocano questo ingrandimento molto più tardi, tra il XIV e il XVI secolo. Nel 1132 il vescovo di Verona Bernardo consacrò l'altare maggiore. Entro il 1137 vennero terminati anche i due chiostri annessi al monastero; di essi oggi non rimane nulla, ma una parte doveva essere ancora presente agli inizi dell'Ottocento. Alcuni rilievi effettuati da Gaetano Critofali ci permettono di sapere che era costituito da archetti a tutto sesto sostenuti da singole colonnine con capitelli a stampella, del tutto simili a quelli utilizzati nella pieve di San Giorgio di Valpolicella.
Nel 1146 venne portata a compimento la realizzazione di un pozzo e nel 1166 il decano Cristiano divenne abate. L'anno successivo i monaci incominciarono a gestire uno xenodochio, un ospizio per pellegrini che da qui transitavano; un'iscrizione oggi al museo di Castelvecchio ricorda tale istituzione. Verso al fine del XIII secolo l'altare era adornato da un dossale di pietra dipinta scolpita da Rigino di Enrico, ora collocato sul muro interno dell'abside centrale. Vi era anche un pregevole ciborio realizzato in tufo dipinto. Il 4 luglio 1335 la chiesa della Santissima Trinità venne elevata a parrocchia per volere del vescovo Niccolò di Villanova.

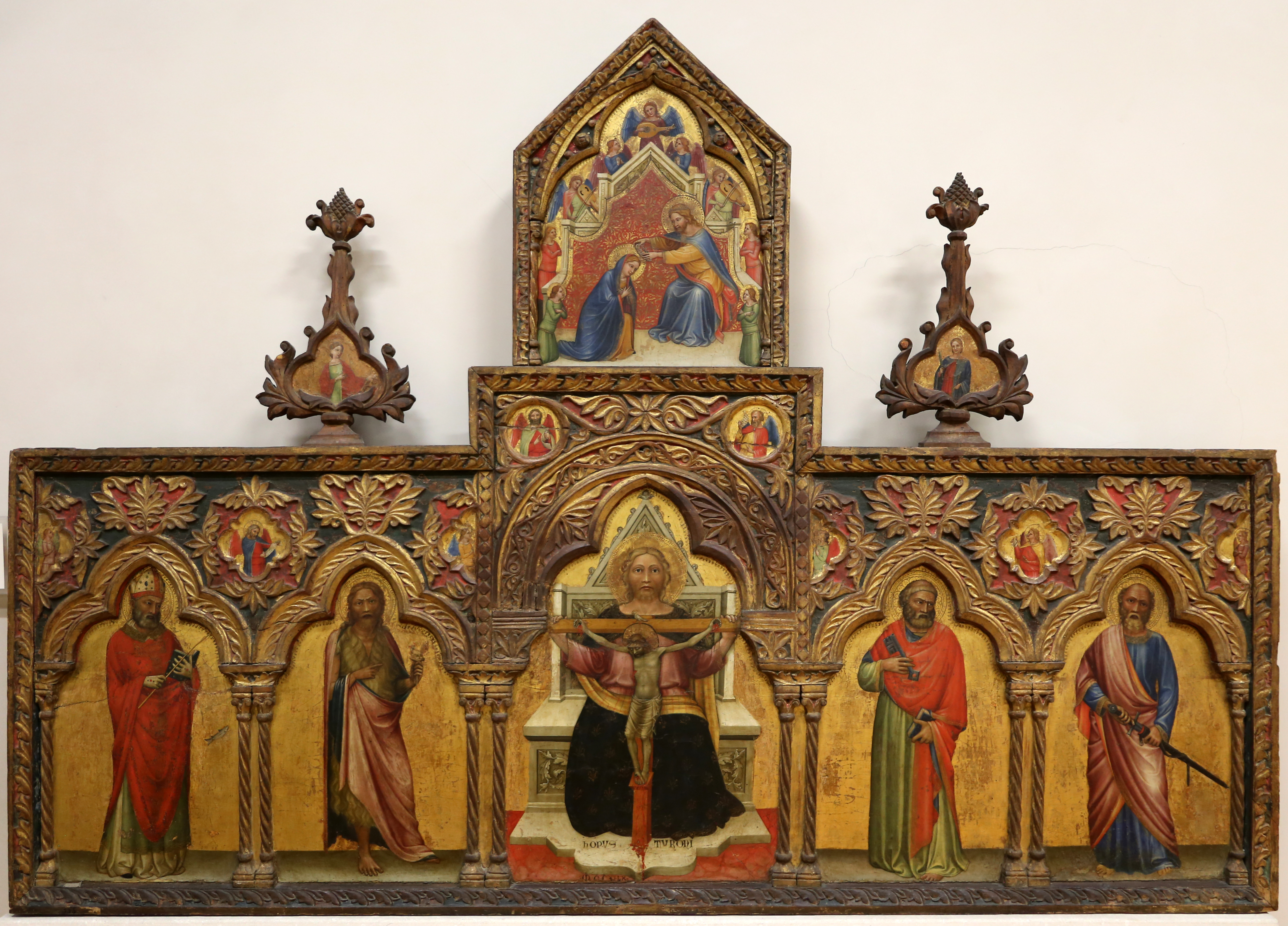
Polittico della Santissima Trinità, opera di Turone di Maxio, oggi conservato al Museo di Castelvecchio

A quel tempo il monastero dovette godere di grande prosperità, tanto che nel corso del XIV secolo si dovette procedere ad alcuni importanti lavori per ingrandire la chiesa, almeno secondo gli storici che collocano in questo periodo il primo allungamento dell'aula. Innanzitutto venne ampliata l'abside al fine di avere un coro più ampio, in grado di accogliere i tanti monaci che partecipavano alle celebrazioni liturgiche. Tale modifica è ben testimoniata dalla differenza che si può cogliere tra l'abside di sinistra, costruita in filari di tufo e mattoni di laterizio con fondazioni in pietra, e quella in blocchi di tufo posti su di un conglomerato di ciottoli e malta di quella centrale. L'aula a occidente doveva raggiungere in lunghezza circa la metà di quella attuale, arrivando pressappoco all'attuale altare dell'Immacolata. Grazie anche a un lascito di tale Bartolomea Perixio, tra il 1357 e il 1359, l'abate del monastero Bartolomeo poté incaricare diversi artisti di decorare gli interni. Tra i pittori che vi lavoravano si identificano Martino da Verona, autore di alcuni affreschi dell'arco trionfale, e Turone di Maxio, che realizzò il polittico della Santissima Trinità oggi conservato al Museo di Castelvecchio, che andò a sostituire la scultura di Rigino, non più in linea con il gusto del tempo.
A partire dalla metà del Trecento ebbe inizio il declino del monastero: i monaci erano sempre di meno e tra loro vi erano forti tensioni, tanto che uno di loro arrivò a uccidere l'abate Lodovico proprio il giorno della sua elezione, il 15 settembre 1379. Il fatto di sangue provocò tumulti da parte della popolazione residente nel borgo attiguo al monastero, che sfociarono in un vero e proprio saccheggio dell'abbazia. Le cose andarono sempre peggiorando e, circa dieci anni dopo, il Ministro Generale dell'Ordine si trovò nelle condizioni di dover fare appello a Bartolomeo e Antonio della Scala, signori di Verona, di nominare un loro fiduciario alla guida del monastero.

### Trasformazioni del XVI e del XIX secolo

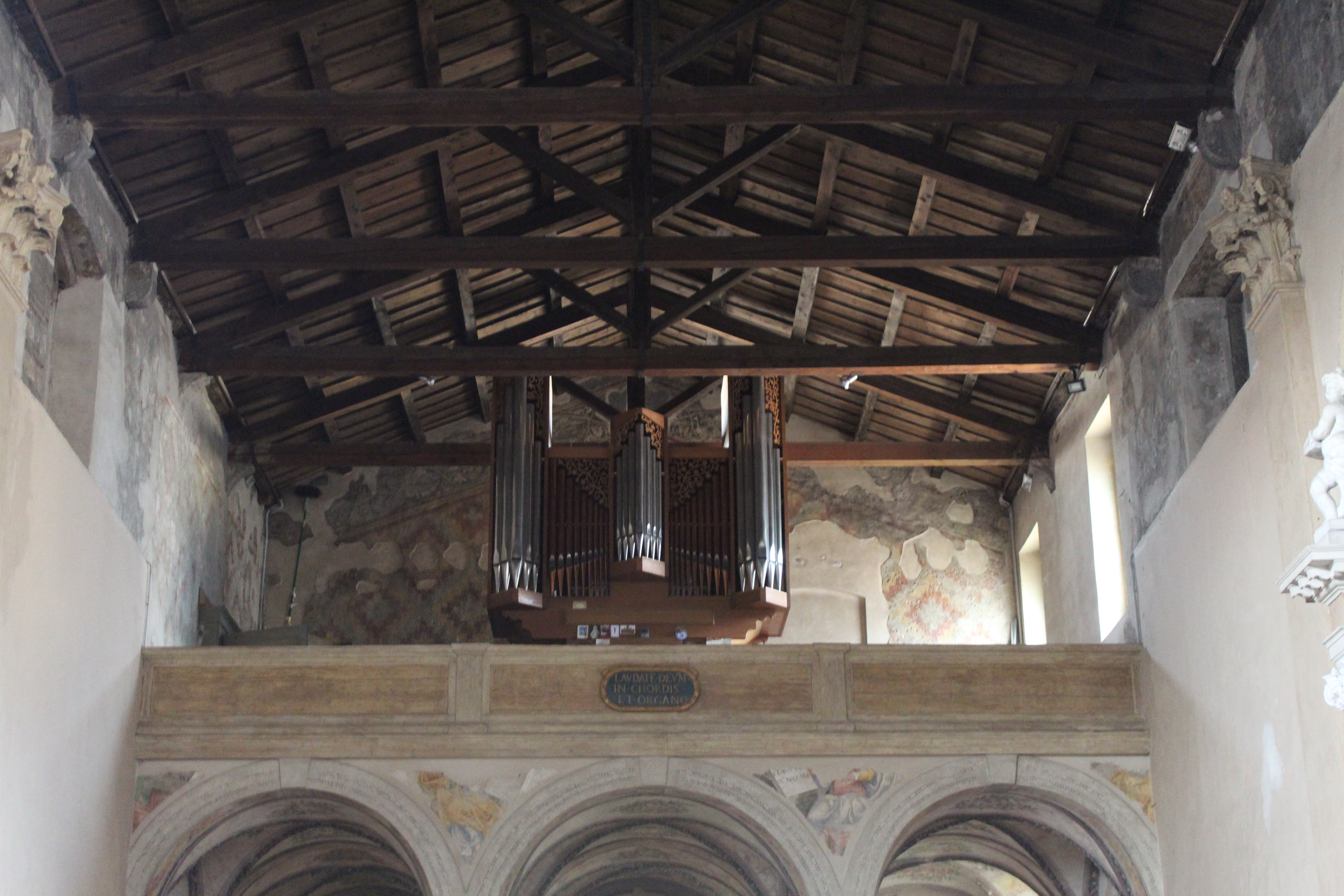
Loggia posta sopra il vestibolo, utilizzata dalle Penitenti per assistere alla liturgia protette da una grata, senza mischiarsi agli altri fedeli

A partire dal 1441 i monaci vallombrosani abbandonarono il complesso e per mezzo di una bolla pontificia di papa Eugenio IV l'abbazia fu passata in commenda due anni più tardi, stessa sorte che toccò ad altri monasteri cittadini, come quelli di San Giorgio in Braida e Santa Maria in Organo; il primo abate commendatario fu il vescovo veneziano Pietro Lippomano, protonotaro della Santa Sede. Nel 1529 il vescovo di Verona Gian Matteo Giberti si recò qui in visita pastorale trovando l'edificio «in preda alla desolazione e bisognoso di grandi restauri», lo stesso tabernacolo era «mal curato e tenuto indecorosamente». A tale visita ne seguirono molte altre a cui facevano sempre seguito numerosi consigli dati per migliorare la situazione. Giberti chiese e ottenne il 17 aprile 1543 da papa Paolo III che la chiesa fosse adibita a ricovero per le «donne pentite o mal maritate», a cui si aggiunsero successivamente le Povere Orfane, un Educandato di Donzelle e un Ritiro per Nobili Matrone; sei gentildonne veronesi elette dai Governatori cittadini sovraintendevano alla gestione di questi gruppi. Contemporaneamente a questa nuova destinazione si procedette, secondo parte degli storici, con un ulteriore allungamento della chiesa fino alle dimensioni odierne e a un sostanziale rinnovamento per meglio ottemperare alle nuove esigenze dettate dalla controriforma, snaturando, tuttavia, il precedente impianto architettonico. Inoltre, all'interno venne realizzata una loggia posta sopra l'ingresso, ove le Penitenti potevano assistere alle funzioni senza mescolarsi agli altri fedeli; una nuova facciata fu costruita alzando quella originale fino all'altezza del nuovo tetto, come si può rilevare dai diversi materiali utilizzati. Davanti venne aggiunto un piccolo atrio, in stile romanico, per assolvere le funzioni di sagrato cimiteriale.
L'8 luglio 1797, durante la presenza a Verona delle truppe napoleoniche, l'abbazia venne definitivamente soppressa e i locali adibiti a ospedale militare. Nel corso dei primi anni del XIX secolo, tra il 1816 e il 1836, la chiesa andò incontro a un'ulteriore profonda trasformazione che gli conferì l'aspetto neoclassico che tutt'oggi caratterizza gli interni, al costo del sacrificio degli antichi affreschi che adornavano le pareti. Venne realizzato un soffitto per nascondere le originali capriate in legno, il muro di sinistra venne intonacato, si innalzarono paraste che davano l'impressione di sostenere il tetto, le finestre dell'abside centrale vennero ingrandite, l'altare maggiore trovò una nuova collocazione in fondo al presbiterio e ai suoi lati si scavarono delle nicchie per ospitare statue di tufo di santi, mentre nelle due absidi laterali si edificarono gli altari. Nel 1840 si realizzò una nuova sagrestia sul fianco sinistro e due anni dopo fu la volta del rifacimento del pavimento.

### Le travagliate vicissitudini degli ultimi due secoli

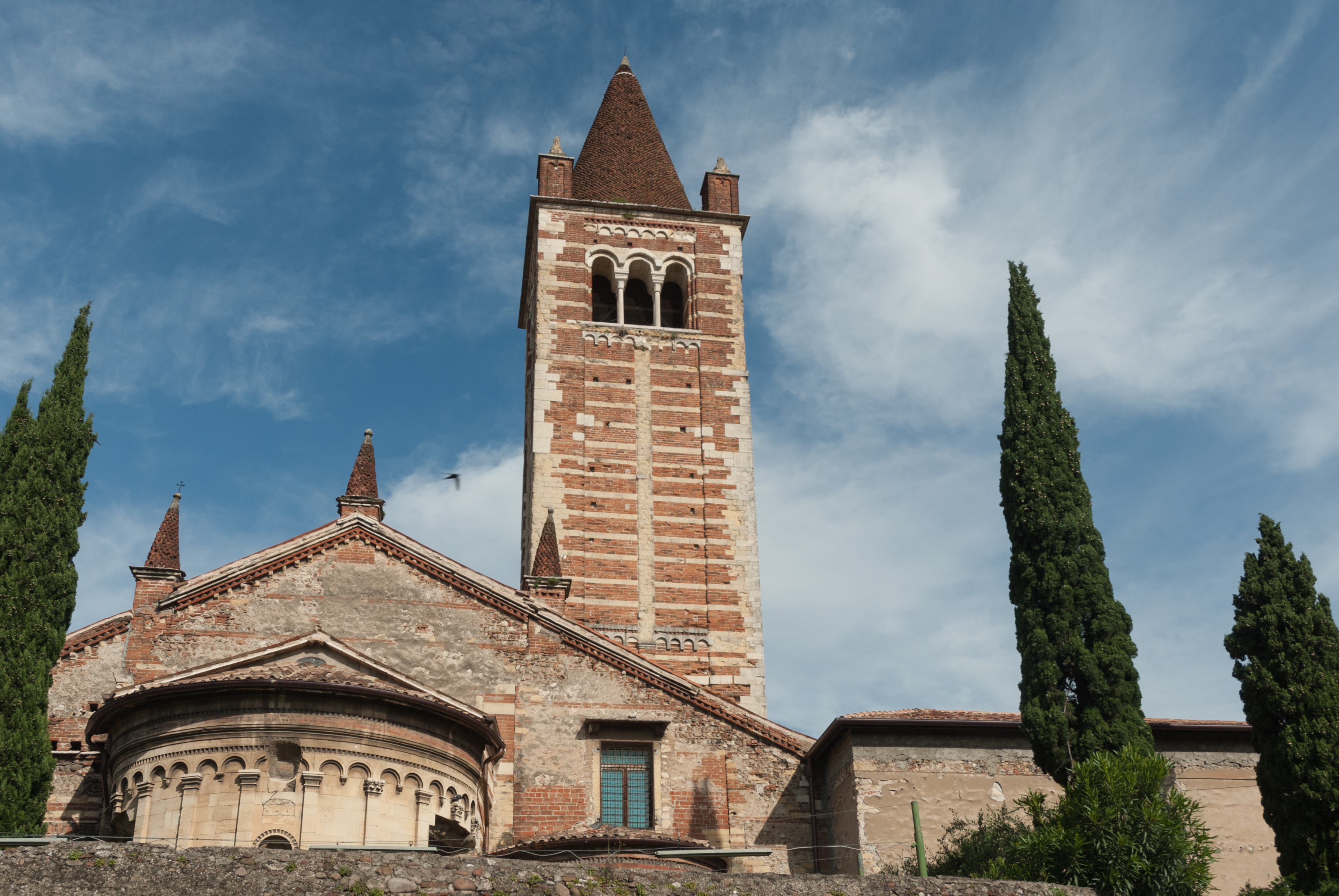
La chiesa vista posteriormente

I decenni successivi non furono facili per il complesso della Santissima Trinità, che fu vittima dell'avvicendarsi di diversi avvenimenti storici che comportarono più volte la sua sconsacrazione. La prima volta accadde in occasione della seconda guerra di indipendenza quando, tra il 1º giugno 1859 e l'11 ottobre 1863, venne adibita a magazzino militare e la parrocchia trasferita nella vicina chiesa delle Stimmate di San Francesco. Nel giugno del 1866 venne sconsacrata in quanto trasformata in ospedale militare per i feriti della battaglia di Custoza, così come accadde tra il 1871 e il 1873 quando si dovettero qui ricoverare i malati di un'epidemia di vaiolo. Utilizzata come ricovero per gli sfollati dell'inondazione di Verona del 1882, subì una nuova sconsacrazione temporanea.
Tra il 1898 e il 1902 vennero sospese ancora una volta le attività liturgiche al fine di procedere con un ampio restauro, guidato dall'architetto Alessandro Da Lisca, in cui vennero rifatte le travature lignee del tetto, nuovamente visibili con l'eliminazione del soffitto, e si ridette luce al grande affresco dell'Annunciazione sull'arco trionfale. Anche il campanile fu oggetto di un restauro volto al consolidamento della base e della pigna e al ripristino dei pinnacoli laterali. Nel 1939 fu la volta del rifacimento della copertura dell'atrio, nel 1941 venne demolito l'altare maggiore in tufo per essere sostituito con uno in marmo progettato dall'architetto Flavio Paolo Vincita, consacrato dal vescovo Girolamo Cardinale l'anno successivo.
Nel corso del 1945, sul finire della seconda guerra mondiale, Verona subì diversi bombardamenti che più volte coinvolsero i dintorni della chiesa; fu in particolare quello delle 13:30 del 6 aprile che causò maggiori danni all'edificio, in quanto venne colpito in pieno. Le strutture murarie furono gravemente danneggiate, venne perso totalmente l'antico chiostro romanico e alcune opere d'arte come un Sant'Antonio da Padova di Sante Prunati, Nozze di Cana di Andrea Celesti, tele di Domenico Zorzi, Lodovico Dorigny e Biagio Falcieri, un gruppo marmoreo dell'Addolorata di Pietro Muttoni, oltre al danneggiamento di molte altre. Al termine del conflitto si procedette velocemente alla sua ricostruzione, tanto che già nel 1946 si poté riprendere l'attività liturgica.

## Esterno
La chiesa sorge su una collinetta di modeste dimensioni, ormai quasi nemmeno rilevabili, che si levava fuori dalle mura romane e comunali. Dopo la seconda guerra mondiale il complesso, che d'altro canto si era notevolmente ridimensionato con la perdita di gran parte dei due chiostri medievali, si è trovato al centro di un intenso processo di urbanizzazione che l'ha portato a essere totalmente inglobato nel tessuto urbano cittadino, in un contesto urbano ben diverso da quello isolato delle origini. Oggi, quello che resta dell'abbazia si presenta assai rimaneggiato rispetto alle origini, tuttavia si possono individuare come facenti parte del nucleo primitivo l'abside settentrionale, l'abside maggiore, l'atrio e il campanile, databile questo intorno al 1130. Nella parte meridionale vi era il chiostro andato perduto durante i bombardamenti della seconda guerra mondiale.

### Atrio e facciata

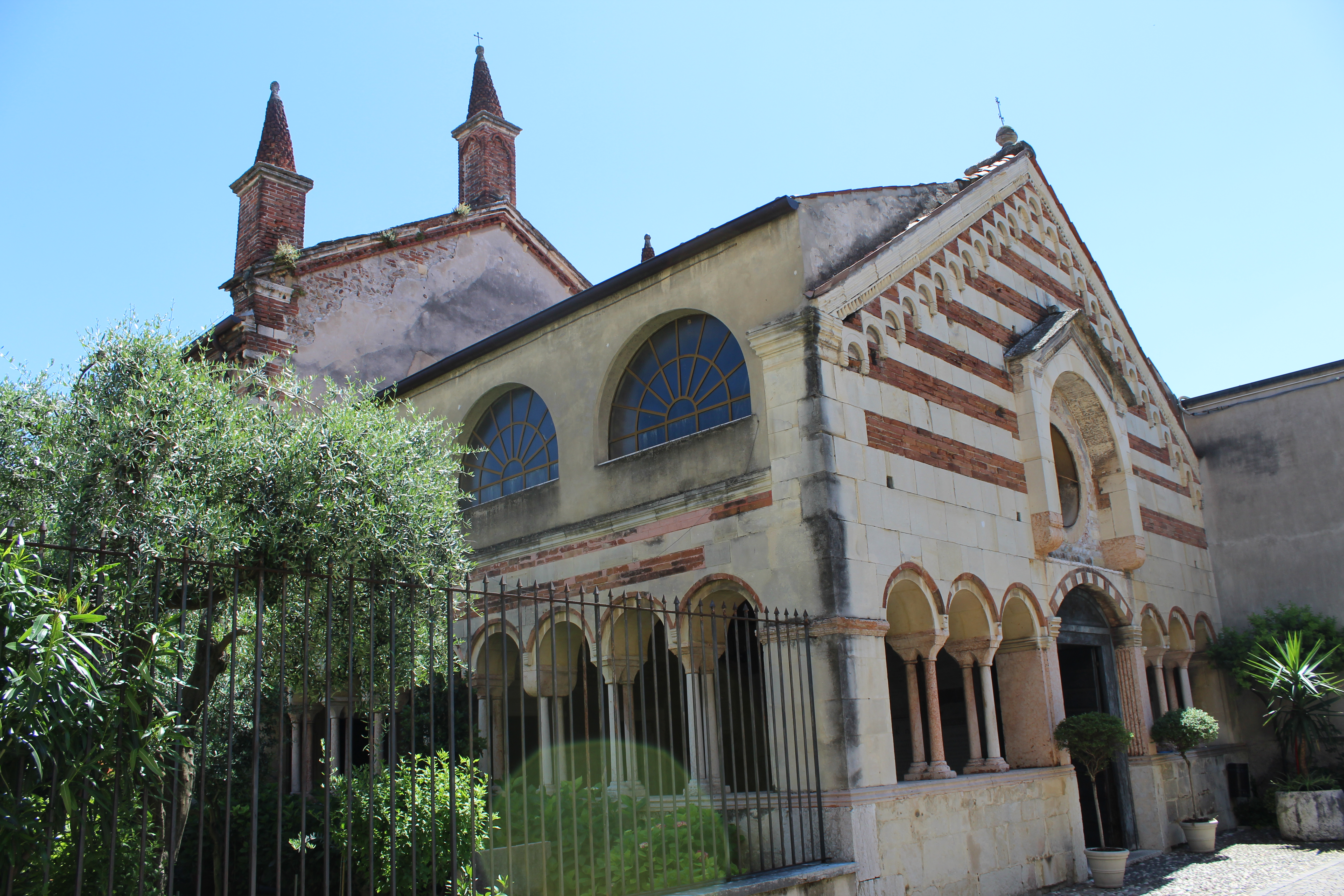
Facciata dell'atrio

L'atrio, prolungamento della chiesa primitiva, si presenta con la tipica facciata a capanna a due spioventi di tipo romanico-veronese nonostante sia stata realizzata nel XVI secolo, quando tale stile era oramai superato da molto tempo; con buona probabilità si volle riproporre l'aspetto trecentesco seguendo i dettami estetici di quel tempo. La muratura è costituita da un'alternanza di tufo e mattoni che si conclude con i tipici archi rampanti sotto gli spioventi. Questi archi si ritrovano anche nel vicino campanile e sono ricavati da un unico blocco di tufo di forma cubica in cui si intaglia nettamente l'arco centinato. Il portale d'ingresso ad arco ribassato è sormontato da un protiro pensile, ritenuto proveniente dall'antica facciata, e affiancato da due trifore per parte sostenute da coppie di esili colonne marmoree.

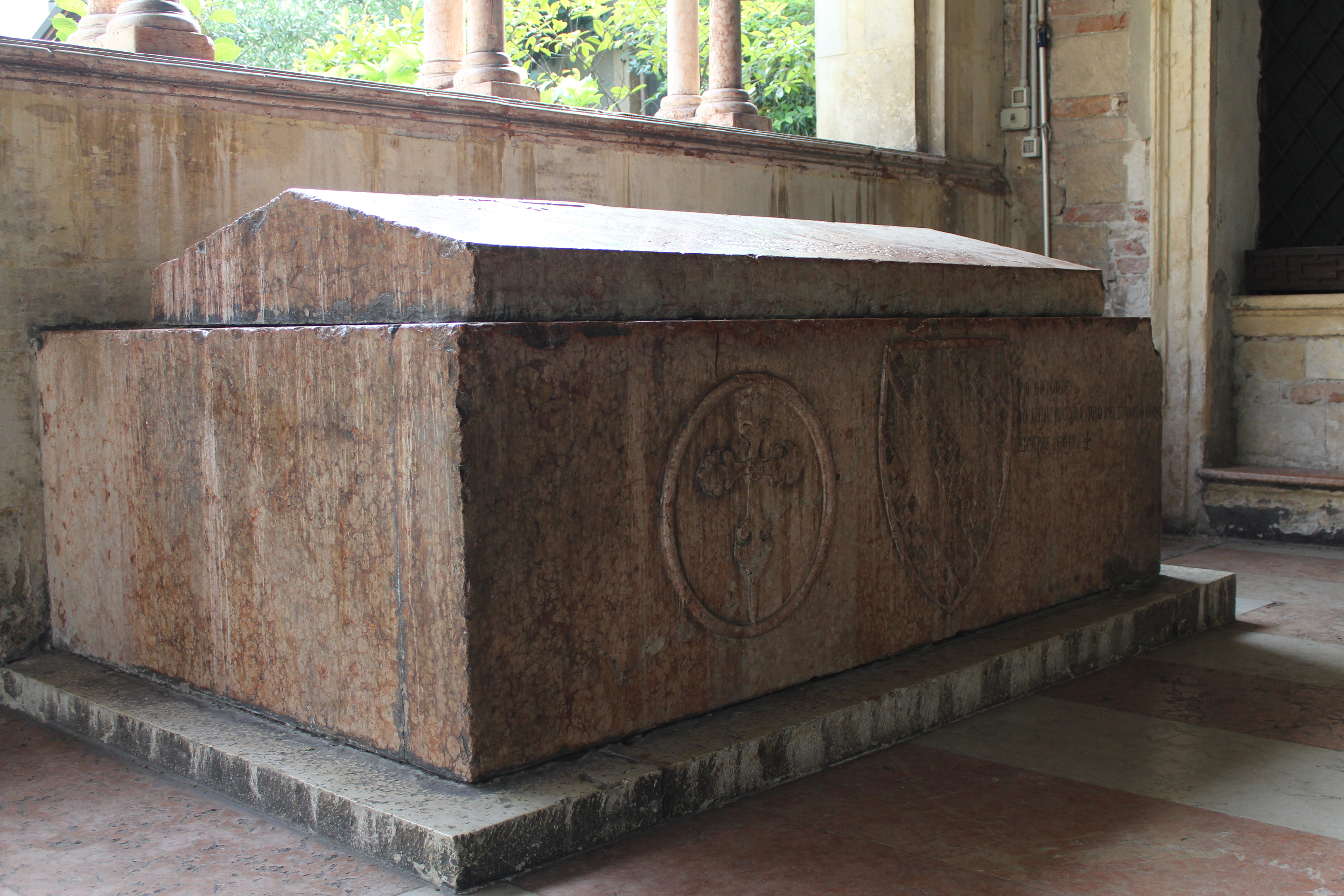
Sarcofago di Antonia da Sesso

L'interno dell'atrio servì come sagrato cimiteriale e ancora oggi sono conservate alcune tombe. Sulla parte di destra si trovano, infatti, tredici lapidi tombali risalenti al XIX secolo mentre sul lato di sinistra vi è la pietra tombale della nobile famiglia Guarienti e il sarcofago di Antonia da Sesso, figlia del condottiero Frignano da Sesso, comandante della vicina cittadella militare che qui riposa dal 1521. L'arca è realizzata in marmo rosso di Verona, sul lato è scolpito lo stemma nobiliare dei da Sesso mentre sul coperchio, in caratteri gotici vi è la seguente iscrizione: «Hec e[st] sepultura nobilis d[ominae] Antho[n]ie filie/specatbilis viri fregnani de Sesso que/obiit anno D[omini] MCCCCXXI die XXV juli».

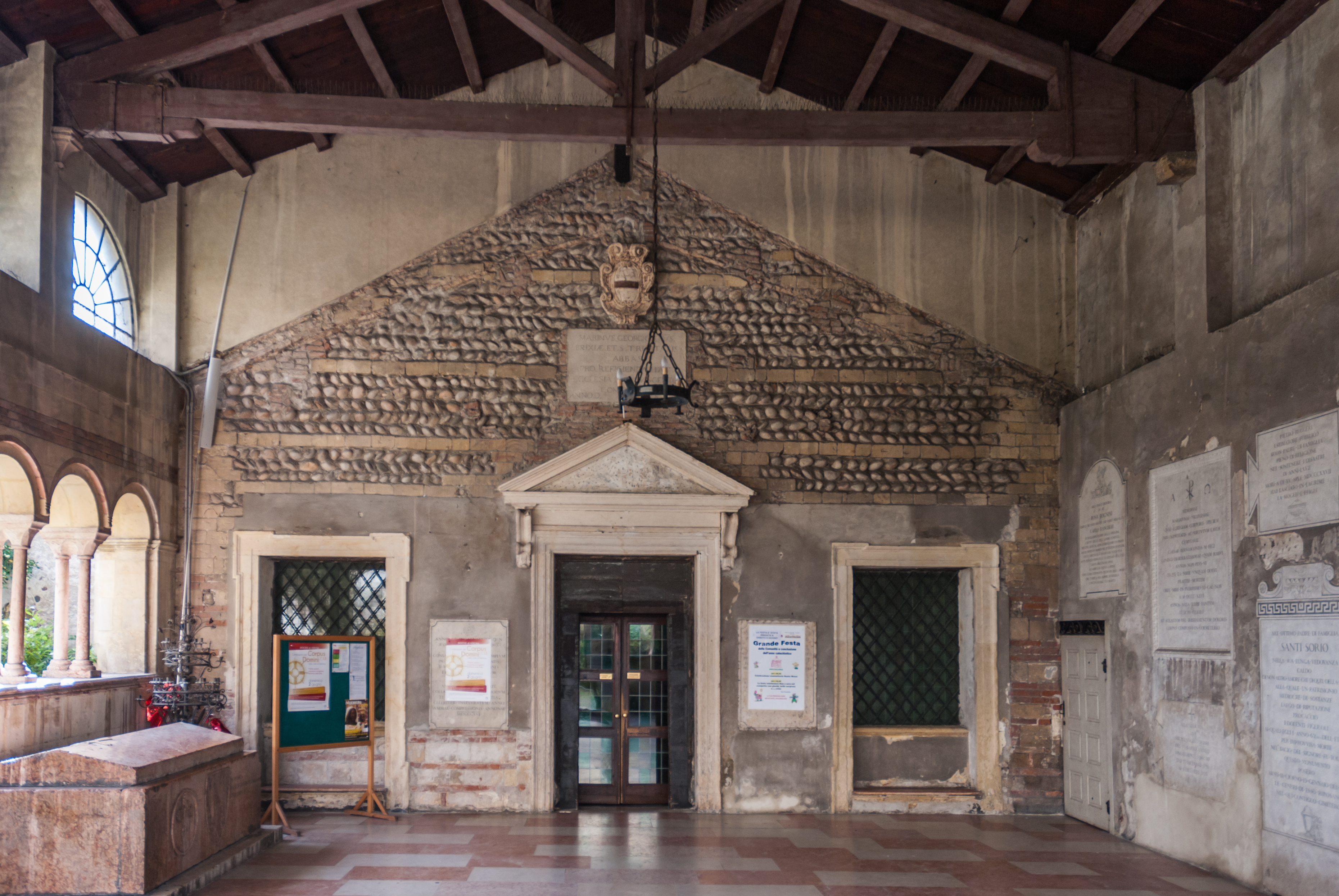
Interno dell'atrio con, in fondo, la facciata della chiesa, a sinistra il sarcofago di Antonia da Sesso e a destra le pietre tombali

Oltrepassato l'atrio, a chiudere il suo lato orientale, vi è la facciata. Osservando la differenza dei materiali utilizzati si può facilmente notare il segno dell'ingrandimento avvenuto nel corso del XVI secolo, in quanto la parte di muratura aggiunta è stato intonacata, mentre l'antica struttura trecentesca è stata lasciata con il paramento murario a vista. Al centro, sopra il portale in stile neoclassico, vi è un'epigrafe scolpita sul marmo che ricorda la donazione a favore della chiesa fatta dall'abate commendatario e vescovo di Brescia Marino Zorzi. Ai lati due ulteriori lapidi che riportano avvenimenti relativi alla storia del complesso: alla destra si ricorda l'indulgenza a favore dei confratelli della Congregazione della Dottrina Cristiana promossa nel 1763 da papa Clemente XIII, mentre a sinistra si serba la memoria della consacrazione avvenuta il 12 gennaio 1117.

### Absidi

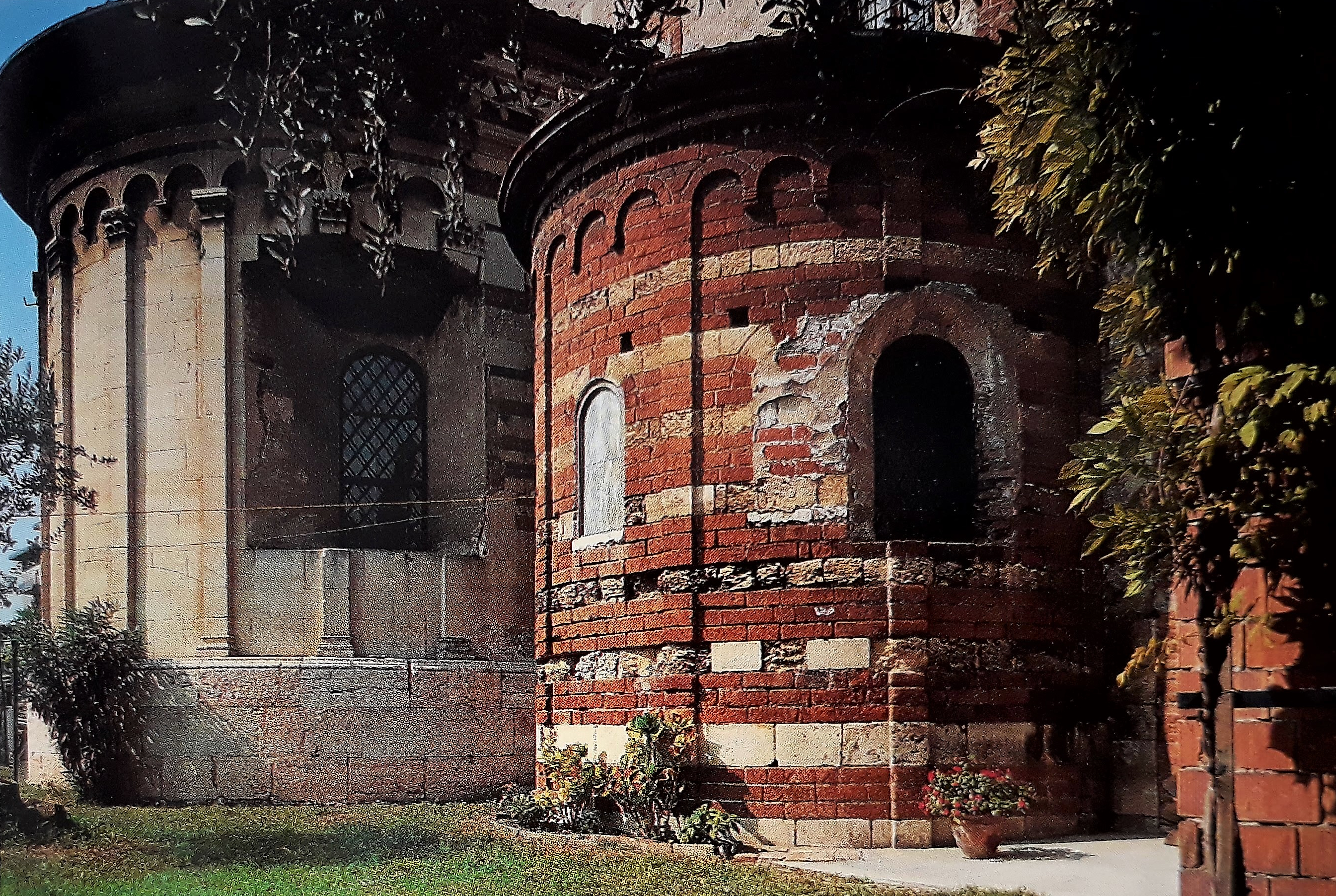
Absidi della chiesa, quella in primo piano (a settentrione) è la più antica, risalente al primo edificio

A oriente la struttura termina con tre absidi, appartenenti a diverse fasi costruttive, con le due laterali di dimensioni più contenute rispetto alla centrale. Quella posta a settentrione è quella più antica e appartenne alla prima chiesa consacrata nel 1117. Le sue fattezze ricordano quelle di San Fermo Maggiore e di San Zeno (del 1045) ed è realizzata quasi totalmente in mattoni di laterizio, con due piccole apertura atte a far filtrare la luce all'interno e una decorazione del sottogronda in tipico stile romanico. L'abside centrale risale alla ristrutturazione avvenuta nel corso della metà del XVI secolo e venne progettata traendo forse ispirazione da quella della cattedrale di Verona, benché di molto antecedente, come si può notare dalle lesene che suddividono ritmicamente il tamburo e la serie superiore di archetti pensili. Per la sua costruzione venne impiegata della semplice pietra bianca. Nel corso di uno scavo avvenuto nel 1985 si poté osservare che essa poggia su di una base in ciottolame, quasi certamente le fondazioni di un'abside arretrata di circa 1,80 metri rispetto all'attuale, appartenente a una più antica chiesa.
La terza abside, infine, venne realizzata in occasione dell'ingrandimento occorso nel XIV secolo quando ci fu il periodo di massima prosperità del monastero e vi era l'esigenza di spazi maggiori, soprattutto nel coro che doveva ospitare sempre più monaci. Su di un lato si può notare la presenza di resti di una più antica costruzione.

### Campanile

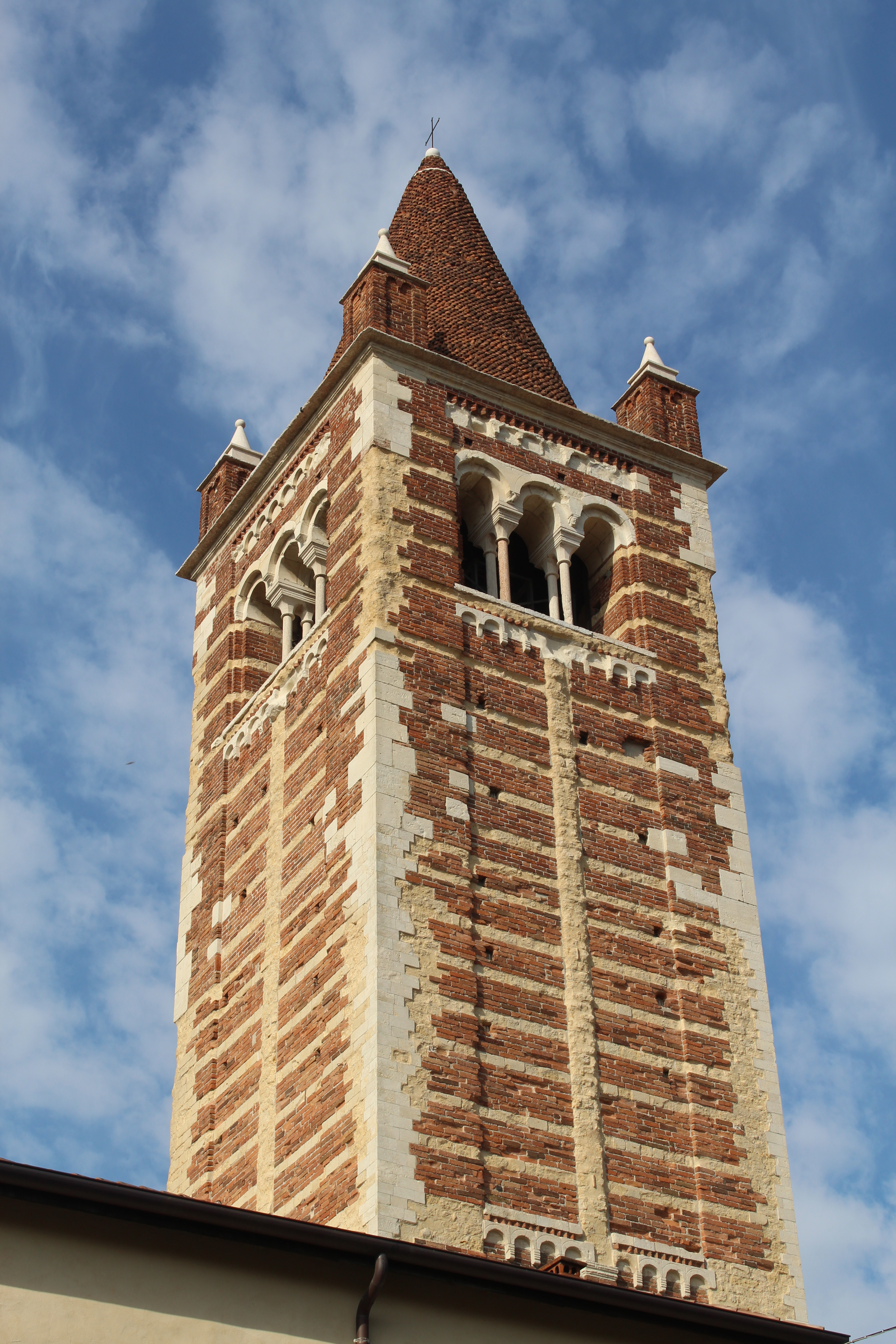
Il campanile della chiesa della Santissima Trinità

La chiesa è dotata di un campanile squisitamente romanico che spicca tra le varie costruzioni addossate all'edificio chiesastico. A base quadrata, è posto sulla fiancata sinistra con cui condivide parte del muro settentrionale. Di solido impianto, è forse il prototipo romanico di tali manufatti nel veronese essendo, plausibilmente, anteriore a quello dell'abbazia di San Zeno che ne ripete l'organizzazione, pur su dimensioni maggiori e con due ordini di trifore. Massiccio, caratterizzato dal rosso dei mattoni di laterizio e reso leggero ed elegante dai corsi chiari di tufo, dalle lesene e dagli spigoli che lo risalgono al centro e agli angoli, è ornato da tre linee orizzontali di archi a varie altezze e alleggerito dalle finestre a trifora della cella campanaria. Come a San Zeno, nella muratura di base del campanile si trovano frammenti di lapidi e di sculture romane. Notevole una delle grandi mensole funebri per sepoltura a tavolo, con la testa di un Tritone sul lato ovest, e, sul lato nord, di Medusa affiorante dal muro del campanile, come quella di corso Porta Borsari. Proviene dalla necropoli romana che fiancheggiava la via Claudia Augusta Padana, che passava attraverso questi luoghi e si avviava verso Ostiglia tramite il vicus Veronensium.
Sulla facciata a settentrione si apre una piccola porta, antico accesso al campanile prima che venisse spostato in sagrestia, contornata da una ghiera in conci di tufo che, secondo le osservazioni dello storico Wart Arslan, sono del «tutto affini a quelle che abbiamo ritrovato nella chiesa inferiore di San Fermo, in Santa Maria Antica e altrove». Su ogni lato della canna sono presenti contrafforti angolari e una lesena centrale in tufo e pietra bianca che fornisce alla struttura un certo slancio verticale. Alcune file di archetti, in tufo, fungono da marcapiani. La cella campanaria è costituita da una trifora a doppia strombatura su ogni lato, interposta da archetti scolpiti in pietra, ed è sovrastata da una pigna realizzata in cotto e contornata da quattro pinnacoli in cotto e pietra.

## Interno

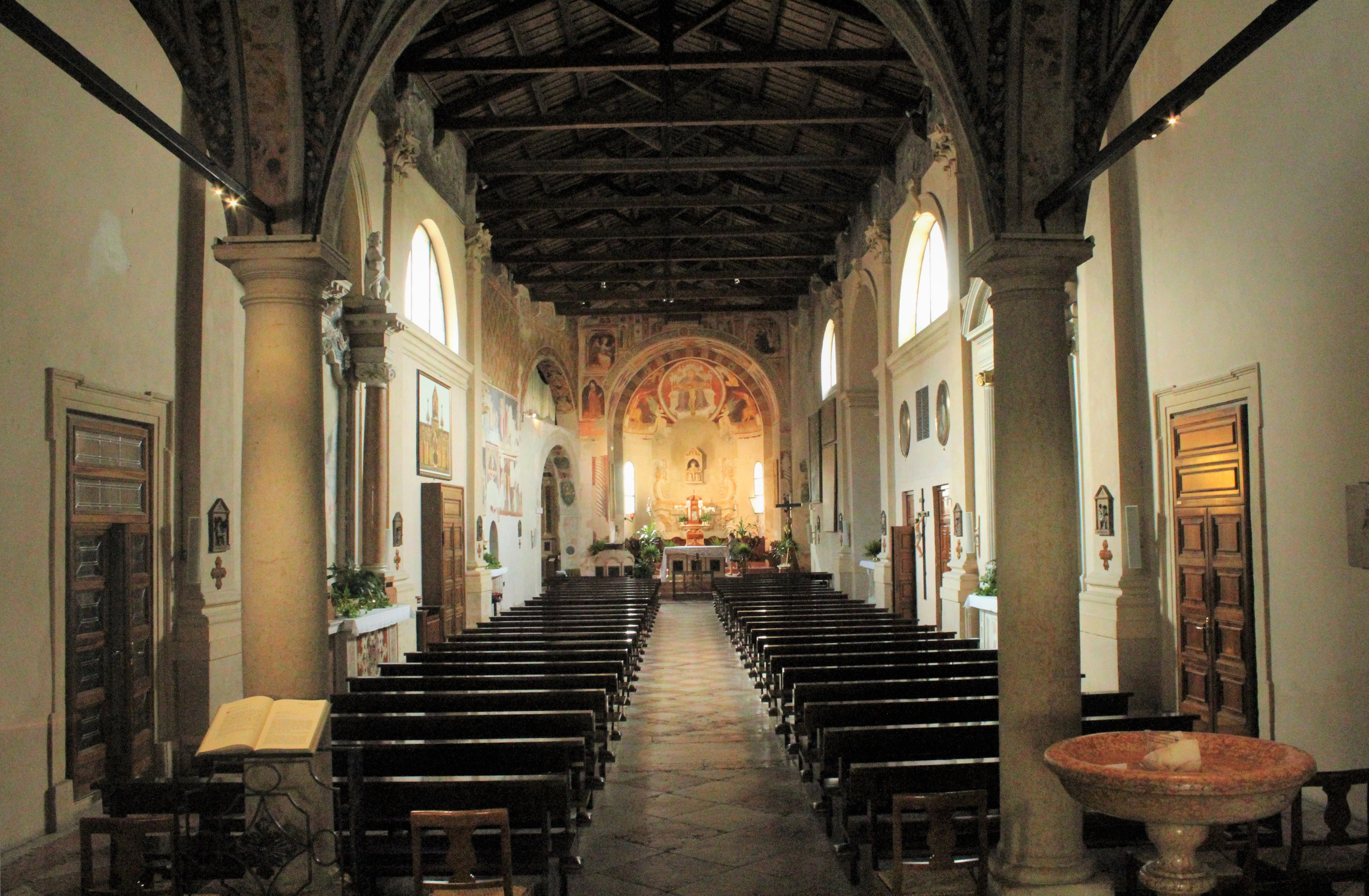
Interno della chiesa

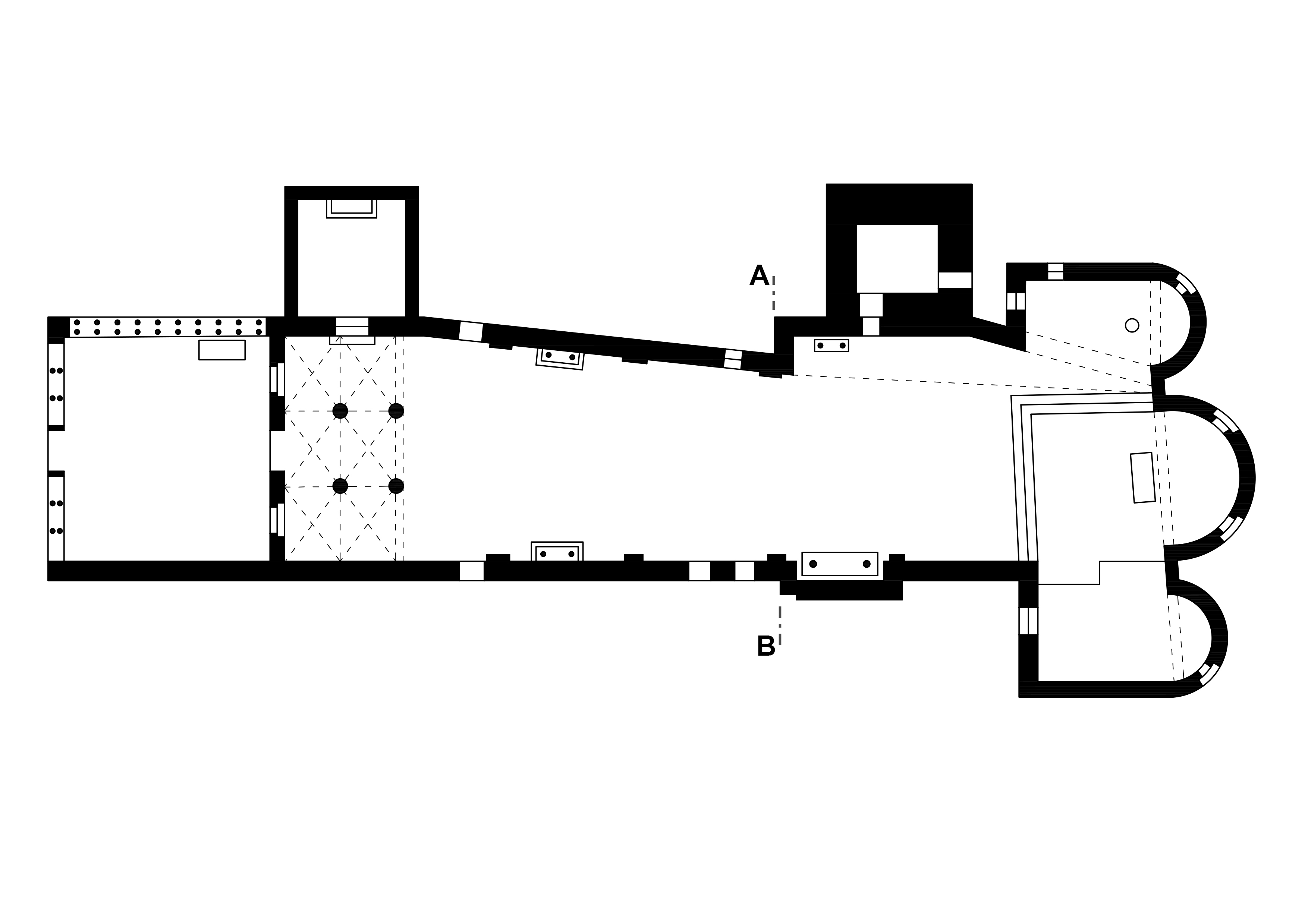
Pianta della chiesa. Si noti la linea A-B, molto facilmente l'edificio originario edificato tra l'XI e il XII secolo si estendeva fino a qui

Gli spazi interni sono quelli che hanno visto le maggiori trasformazioni nel corso del tempo; ben poco dell'originale impianto romanico rimane visibile oggi.
La pianta della chiesa, pur manomessa in vari periodi, si rivela simile a quella della vicina San Fermo: di struttura longitudinale, è chiusa da un'abside che comprende tutta la larghezza della navata o, come sembra, delle tre navate originarie. Due cappelle sono affiancate alla maggiore absidale formando un transetto e sporgendo sulla linea del piedicroce. La piccola abside settentrionale, datata intorno al 1117, è costruita in mattoni di laterizio, in triplici filari alternati regolarmente a un corso di tufo, presentando quindi uno dei primi esempi di tale tecnica costruttiva. Le altre parti della Trinità superstiti della costruzione romanica sono databili negli anni intorno al 1130 e riconoscibili nell'abside maggiore, nell'atrio e nel campanile.
La pianta è a croce latina con un marcato sviluppo longitudinale, la cui aula è a un'unica navata, coperta da un tetto a capriate lignee, che termina nella zona triabsidale costituita da un coro semicircolare con soffitto a catino e da due cappelle laterali, i bracci della croce, racchiuse superiormente da volte a crociera.

### Piedicroce

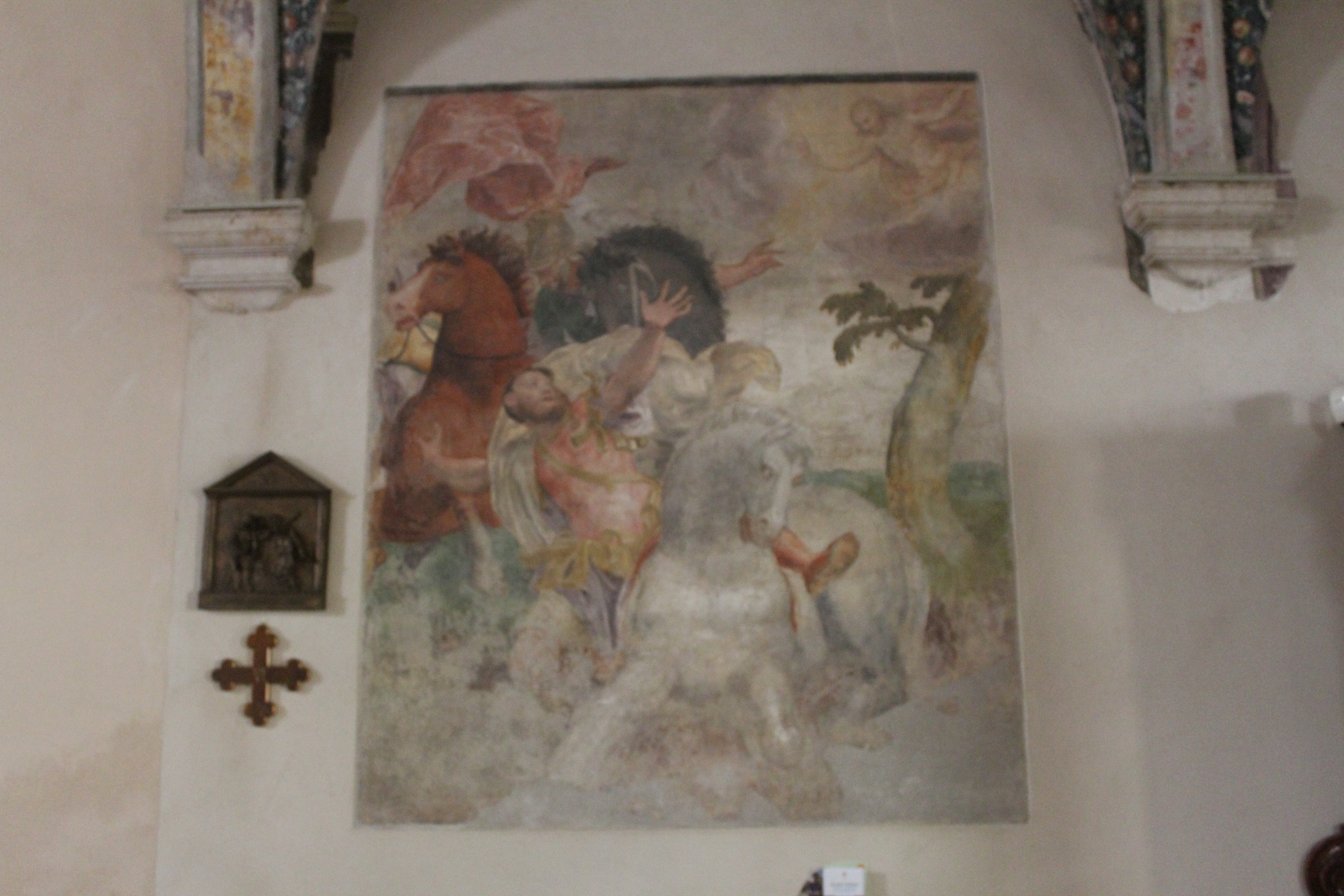
Conversione di San Paolo di Felice Brusasorzi, collocato sul muro di destra nel vestibolo

Appena entrati nel piedicroce ci si trova in un ampio vestibolo ricoperto da volte a vela decorate nel XVI secolo con affreschi rappresentanti motivi floreali. Quattro colonne doriche sorreggono la sovrastante loggia ove una volta le Penitenti potevano assistere alle funzioni liturgiche nascoste da una grata. Sopra l'ingresso vi è un affresco, verosimilmente parte di uno più grande che una volta doveva ricoprire tutto il muro, opera del pittore veronese Domenico Brusasorzi, in cui è rappresentato un Padreterno. Sulla destra, oltre a un'acquasantiera del Cinquecento, vi è Conversione di San Paolo, un quadro del figlio di Domenico, Felice Brusasorzi. Dalla parte opposta vi è l'ingresso della cappella del Santissimo Sacramento in cui oggi è venerata la Madonna di Loreto. Una lapide murata all'interno attesta la costruzione della cappella al 1743; al suo interno vi è un San Giovanni Evangelista raffigurata in un ovale di Gian Domenico Cignaroli e una Crocifissione di autore anonimo.

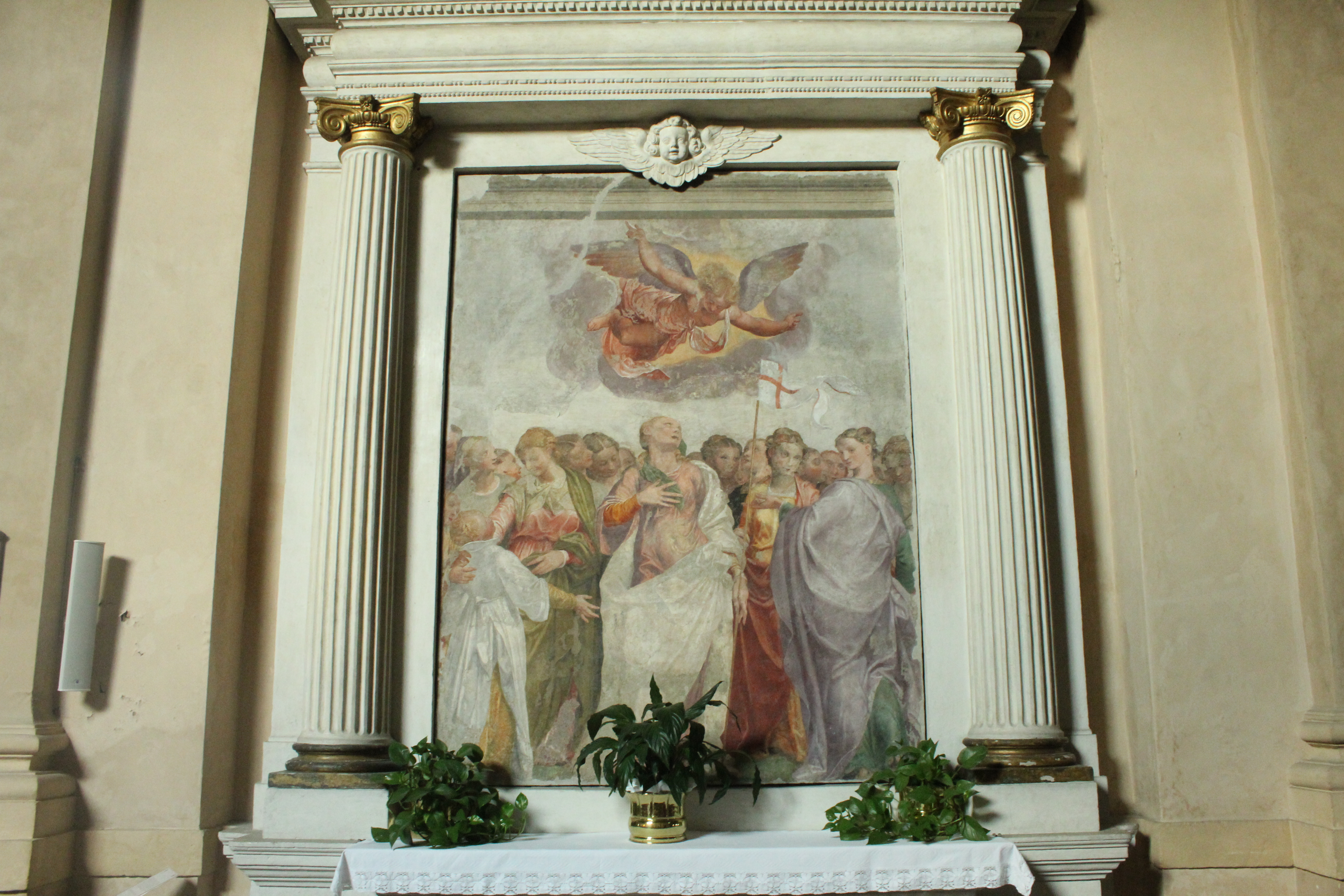
Altare Brazzi con la pala Sant'Orsola e Compagne di Domenico Brusasorzi

Oltrepassato il vestibolo si entra nella navata e subito a destra si trova l'altare Brazzi ove dal 1816 trova collocazione, tra due colonne scanalate, il dipinto ad affresco Sant'Orsola e Compagne di Domenico Brusasorzi. L'altare venne fatto innalzare da Jacopo Brazzi nel 1634 per rispettare le volontà del defunto fratello Giovanni Antonio. Di fronte, dunque sulla sinistra, vi è l'altare in stile manierista di Santa Caterina, oggi dedicato a San Gaspare Bertoni, che venne realizzato in marmo policromo, con due colonne lisce in marmo rosso di Verona sormontate da capitelli decorati a festone che sorreggono un architrave di modeste dimensioni. Un affresco, in pessime condizioni di conservazione, di Domenico Brusasorzi, Sposalizio di Santa Caterina della Ruota col Bambino Gesù, Maria Vergine, San Giuseppe e San Onofrio, funge da pala d'altare.

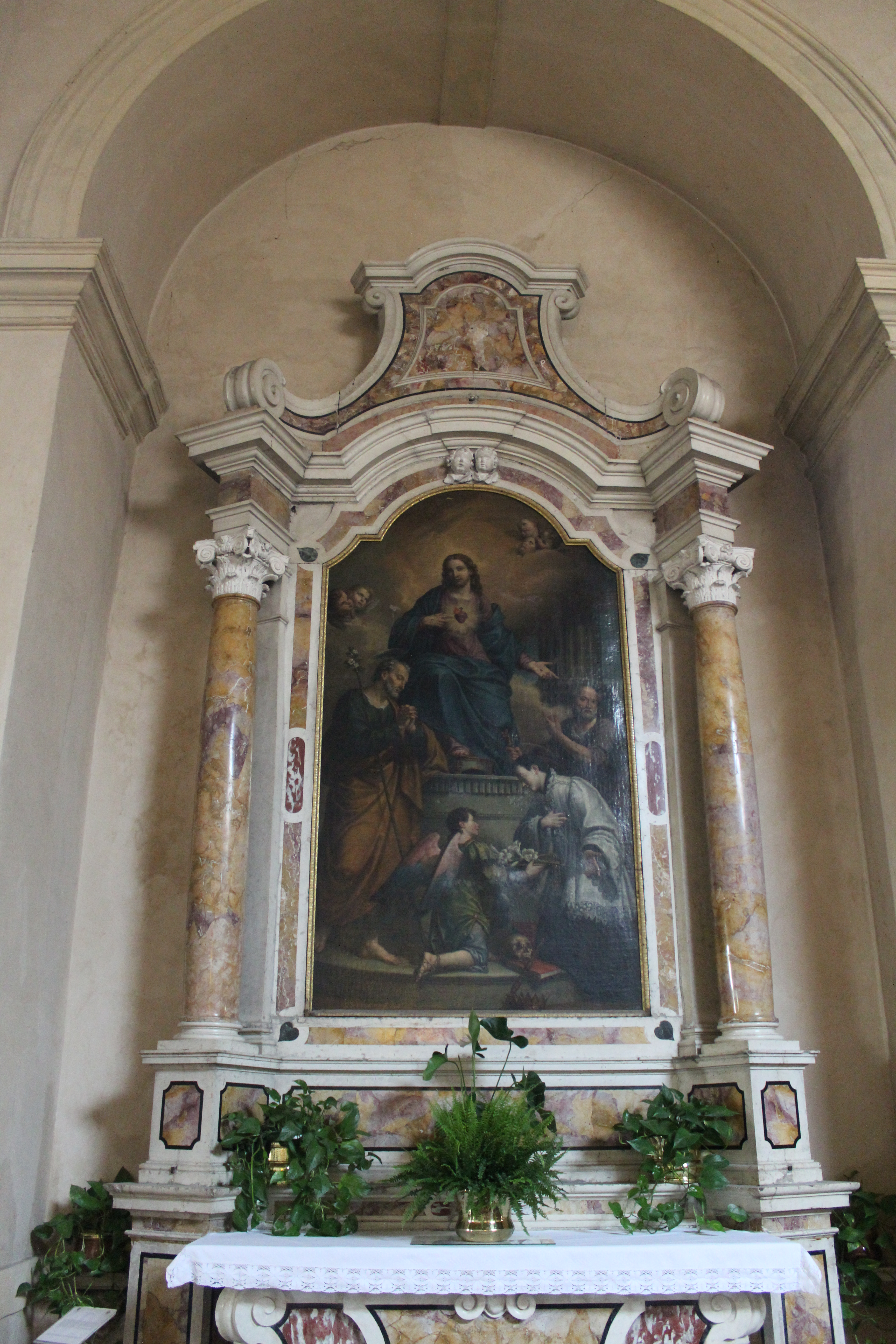
Altare del Sacro Cuore con la pala di Giovanni Caliari

In corrispondenza del successivo altare di sinistra, quello dell'Immacolata, si può notare il passaggio tra l'edificio più moderno e quello più antico risalente al XII secolo. Il seicentesco altare dell'Immacolata appare come un'opera riccamente scolpita con marmi di diversi colori: giallo, viola, verde e nero. Originariamente era qui collocata una statua di Matteo Marinelli successivamente sostituita da una novecentesca proveniente dalla val Gardena. A destra, all'opposto, si trova l'altare neoclassico del Sacro Cuore, in precedenza dedicato a San Luigi Gonzaga. Questo ospita una pala di Giovanni Caliari, Sacro Cuore di Gesù con San Luigi Gonzaga, San Giuseppe e San Pietro collocata tra due colonne lisce in marmo giallo e rosso. Proseguendo sul fianco destro in direzione del presbiteri vi sono appese al muro due tele di Felice Brusasorzi, Padreterno fra angeli, considerata la prima opera conosciuta di Felice, e Madonna col Bambino, San Giovannino e otto Sante oltre a un'Adorazione dei Magi di Jacopo Ligozzi.

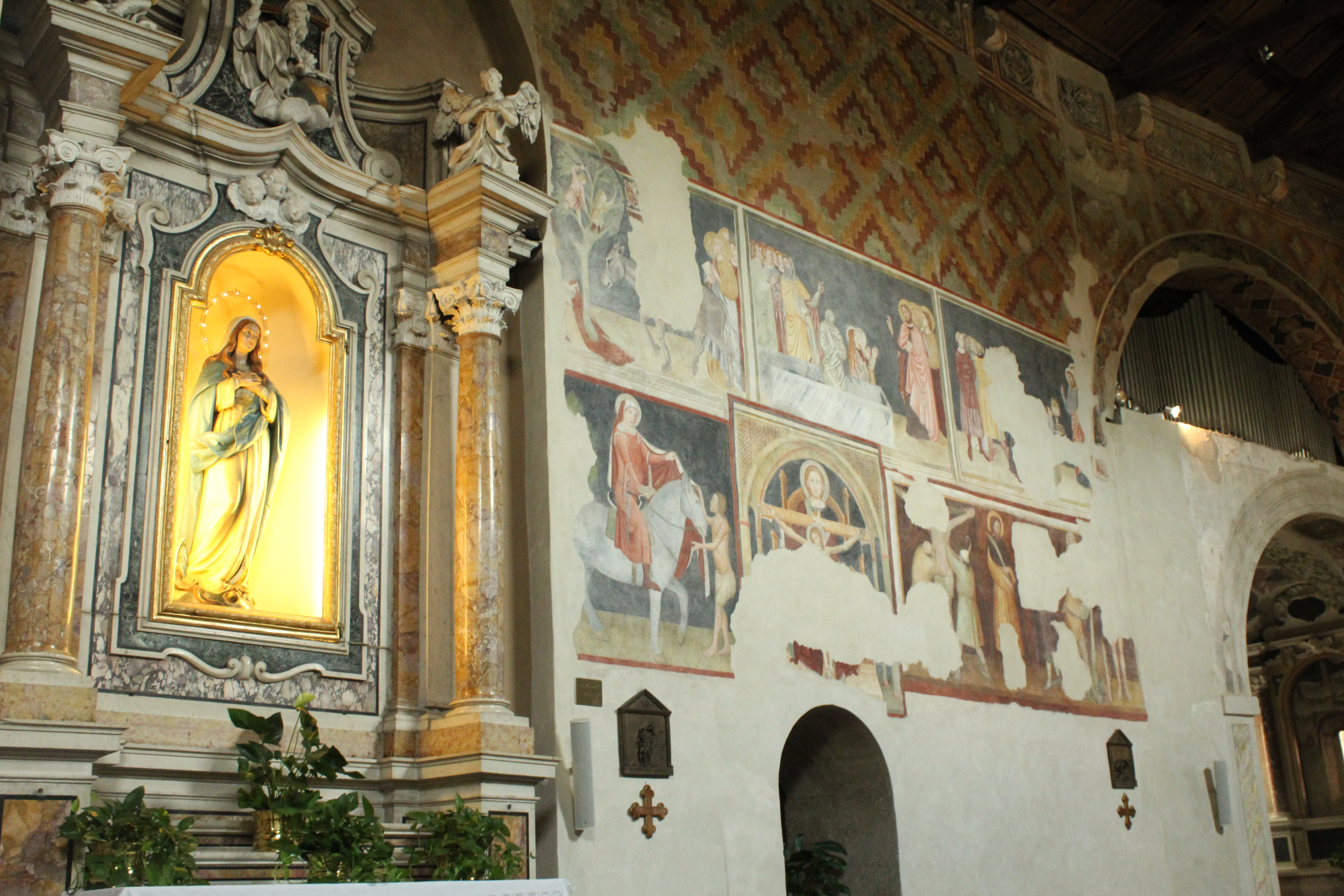
Lato sinistro della chiesa: altare dell'Immacolata e affreschi trecenteschi

Sul muro sinistro della navata, oltre l'altare dell'Immacolata, vi sono diversi affreschi scoperti nel 1973 e che ricordano nello stile quelli che decorano le pareti di San Fermo e San Zeno. Divisi su due registri, in quello superiore vi è un ciclo raffigurante Storie di Cristo con tre episodi del Nuovo Testamento: Ingresso Trionfale di Gesù a Gerusalemme, Moltiplicazione dei Pani e dei Pesci, Resurrezione di Lazzaro. Nella parte inferiore è San Martino che dona il mantello al povero, Santissima Trinità, Martirio di San Bartolomeo e Santi. Non si conosce il nome del frescante ma la critica concorda sul fatto che i due registri sono di autore e di epoca differente: quello superiore, attribuito a un generico "Maestro della Santissima Trinità", è stato datato intorno alla prima metà del XIV secolo, mentre quello inferiore appare più tardo e presumibilmente risalente alla seconda metà dello stesso secolo, tutti probabilmente appartenenti alla bottega del Secondo Maestro di San Zeno.

### Presbiterio e cappelle laterali

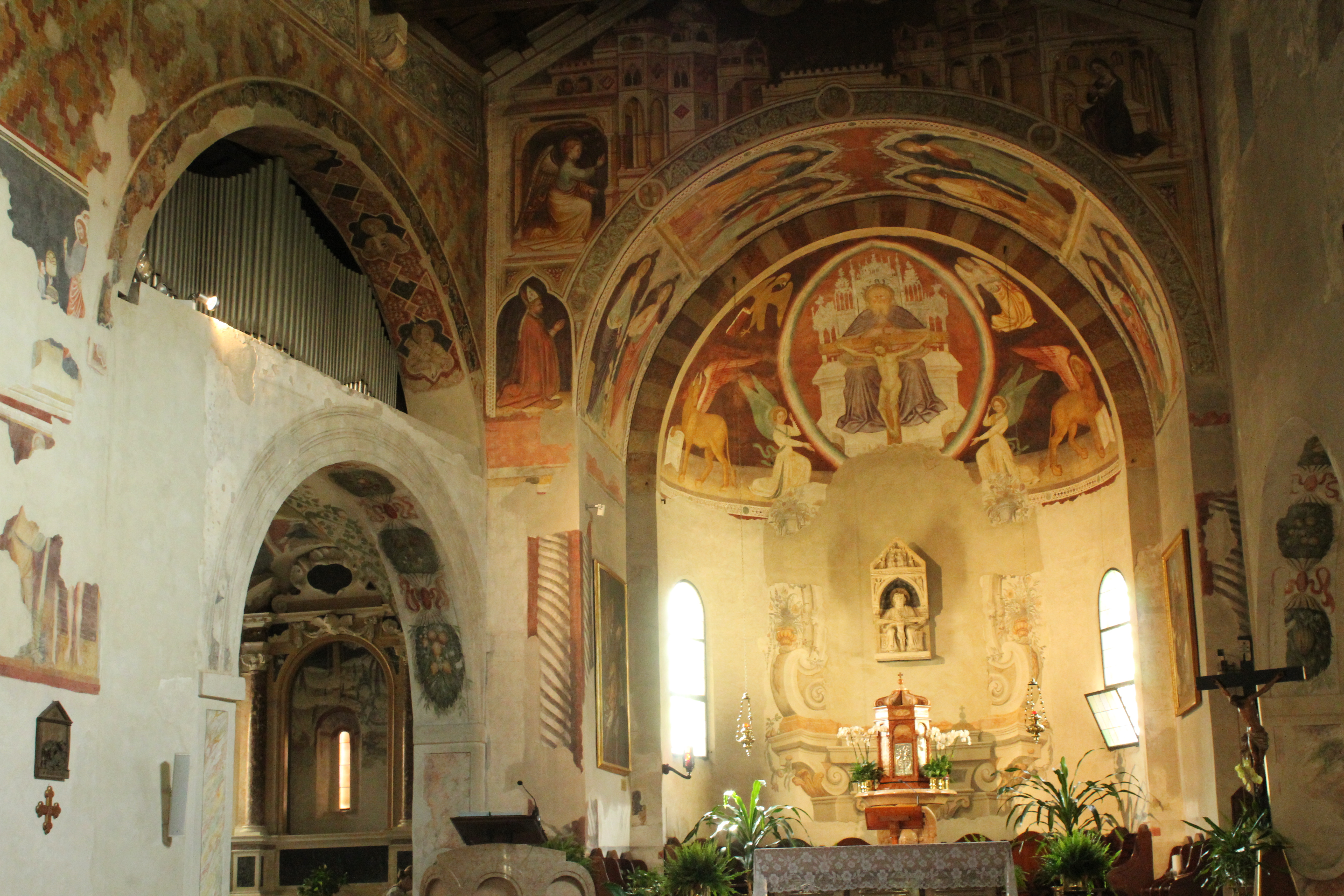
Presbiterio della chiesa, si noti l'arco trionfale con affrescati nella volta otto apostoli (nell'estradosso lAnnunciazione di Martino da Verona) e il catino absidale con una Santissima Trinità. Sulla sinistra l'arco attraverso il quale si raggiunge la cappella della Madonna del Carmine e la sagrestia

All'estremo orientale della chiesa vi è il presbiterio e due cappelle laterali collocate all'interno delle absidi minori, quasi a formare una sorta di transetto. A destra si trova la cappella di Santa Lucia a cui si accede attraversando un arco il cui intradosso risulta finemente decorato con motivi floreali e rappresentazioni di frutta. Sull'altare, consacrato nel 1816, è posta la statua dorata che raffigurata la santa titolare nell'atto di reggere una palma.

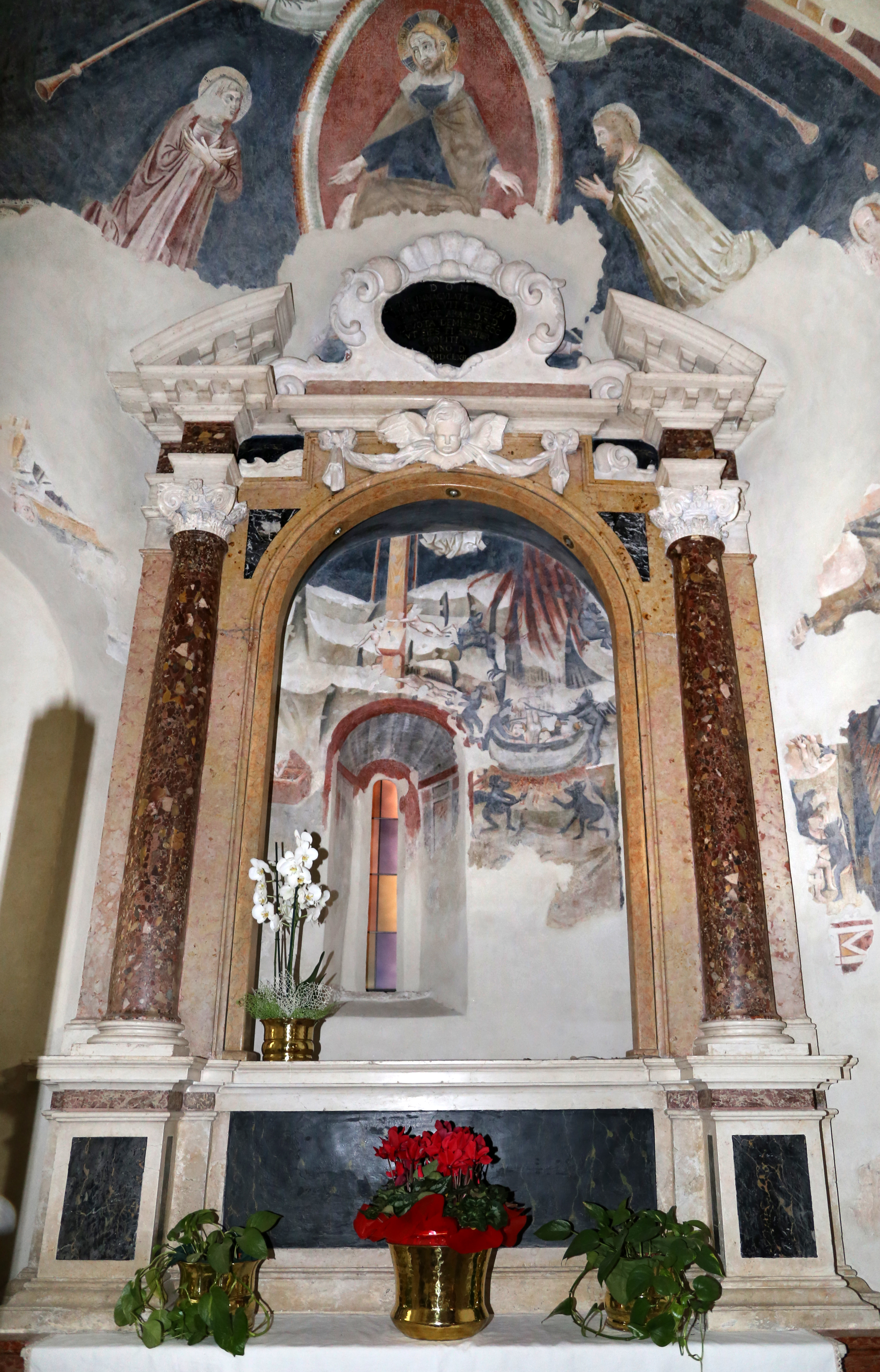
Affresco trecentesco del Giudizio Universale nella cappella di sinistra

Il presbiterio e il coro sono collocati nell'abside maggiore centrale il cui catino è riccamente affrescato con una pregevole Santissima Trinità in una mandorla sostenuta da angeli. La presenza di tale opera trecentesca venne scoperta solo nel 1886 in quanto era stata ricoperta di intonaco. Al centro del muro absidale è collocato un bassorilievo policromo, opera del lapicida Rigino di Enrico (detto anche "Maestro di Santa Anastasia") della fine del XIII secolo, in principio utilizzato come dossale di altare per poi essere spostato più volte fino al 1992, quando venne restaurato e qui posto. Su di esso sono scolpite tre scene poste una sopra l'altra: una Trinità, un'Annunciazione e, infine, una Incoronazione di Maria. Più in basso un finto altare del XVIII secolo. Il presbiterio è separato dalla navata da un arco trionfale decorato da una eccellente Annunciazione, tradizionalmente attribuita a Martino da Verona e dunque risalente alla fine del XIV secolo. All'interno della volta vi sono invece le rappresentazioni di otto apostoli, mentre quelle degli altri quattro decoravano inizialmente i pilastri ma vennero eliminati nel 1863, quando si decise di realizzare quattro nicchie per ospitare le statue di sant'Ambrogio, san Girolamo, sant'Agostino, san Gregorio, tutti dottori della chiesa. Infine, il tabernacolo, il coro, l'altare maggiore, l'ambone sono tutte opere della seconda metà del XX secolo progettate secondo i dettami del Concilio Vaticano II dall'architetto Raffaele Bonente.
Nell'abside di sinistra vi è la cappella dedicata alla Madonna del Carmine ed è separata dal resto dell'edificio da due archi: il più piccolo di epoca cinquecentesca; il più grande, decorato nell'intradosso, trecentesco. La collocazione dell'altare seicentesco nella cappella ha comportato la chiusura di tre piccole monofore dell'antica abside e la parziale copertura dell'affresco Giudizio universale risalente al XIV secolo. Nel 1518 venne, inoltre, qui posto un battistero di forma ottagonale traslato dalla ex-chiesa di Sant'Agnese. Oltre la cappella si apre la sagrestia, in cui si custodiscono alcuni oggetti pregevoli tra cui settecentesca statua della Madonna di Loreto, alcuni paramenti liturgici della stessa epoca, due ovali del Cignaroli, un ostensorio di notevole fattura, calici in argento e un breviario romano stampato nel 1647.